# Перачко Блато
Перачко Блато је насељено место у саставу града Плоче, Дубровачко-неретванска жупанија, Република Хрватска.

## Историја
До територијалне реорганизације у Хрватској налазило се у саставу старе општине Плоче.

## Становништво
На попису становништва 2011. године, Перачко Блато је имало 288 становника.
| Број становника по пописима | Број становника по пописима | Број становника по пописима | Број становника по пописима | Број становника по пописима | Број становника по пописима | Број становника по пописима | Број становника по пописима | Број становника по пописима | Број становника по пописима | Број становника по пописима | Број становника по пописима | Број становника по пописима | Број становника по пописима | Број становника по пописима | Број становника по пописима |
| --------------------------- | --------------------------- | --------------------------- | --------------------------- | --------------------------- | --------------------------- | --------------------------- | --------------------------- | --------------------------- | --------------------------- | --------------------------- | --------------------------- | --------------------------- | --------------------------- | --------------------------- | --------------------------- |
| 1857                        | 1869                        | 1880                        | 1890                        | 1900                        | 1910                        | 1921                        | 1931                        | 1948                        | 1953                        | 1961                        | 1971                        | 1981                        | 1991                        | 2001                        | 2011                        |
| 0                           | 0                           | 153                         | 220                         | 310                         | 301                         | 0                           | 0                           | 398                         | 477                         | 447                         | 406                         | 657                         | 255                         | 280                         | 288                         |

Напомена: Исказује се од 1991. као самостално насеље настало осамостаљивањем делова бившег насеља Западна Плина и делова насеља Плоче. У 1857, 1869, 1921. и 1931. део података садржан је у насељу Баћина, а део у насељу Бања.

### Попис1991.
На попису становништва 1991. године, насељено место Перачко Блато је имало 255 становника, следећег националног састава:
| Попис 1991.‍  | Попис 1991.‍  | Попис 1991.‍ | Попис 1991.‍ | Попис 1991.‍ |
| ------------ | ------------ | ----------- | ----------- | ----------- |
|              |              |             |             |             |
| Хрвати       | Хрвати       |             | 218         | 85,49%      |
| Југословени  | Југословени  |             | 9           | 3,52%       |
| Срби         | Срби         |             | 4           | 1,56%       |
| Мађари       | Мађари       |             | 3           | 1,17%       |
| Албанци      | Албанци      |             | 1           | 0,39%       |
| Муслимани    | Муслимани    |             | 1           | 0,39%       |
| Чеси         | Чеси         |             | 1           | 0,39%       |
| неопредељени | неопредељени |             | 10          | 3,92%       |
| непознато    | непознато    |             | 8           | 3,13%       |
| укупно: 255  |              |             |             |             |